# Caserta (provins)
Provinsen Caserta (it. Provincia di Caserta) er en provins i regionen Campania i det sydlige Italien. Caserta er provinsens hovedby.
Der var 852.872 indbyggere ved folketællingen i 2001.

## Geografi
Provinsen Caserta grænser til:
- i nord mod Molise (provinserne Isernia og Campobasso),
- i øst mod provinsen Benevento,
- i syd mod provinsen Napoli,
- i sydvest mod Tyrrhenske hav og
- i nordvest mod Lazio (provinserne Latina og Frosinone.

## Kommuner
- Ailano
- Alife
- Alvignano
- Arienzo
- Aversa
- Baia e Latina
- Bellona
- Caianello
- Caiazzo
- Calvi Risorta
- Camigliano
- Cancello e Arnone
- Capodrise
- Capriati a Volturno
- Capua
- Carinaro
- Carinola
- Casagiove
- Casal di Principe
- Casaluce
- Casapesenna
- Casapulla
- Caserta
- Castel Campagnano
- Castel Morrone
- Castel Volturno
- Castel di Sasso
- Castello del Matese
- Cellole
- Cervino
- Cesa
- Ciorlano
- Conca della Campania
- Curti
- Dragoni
- Falciano del Massico
- Fontegreca
- Formicola
- Francolise
- Frignano
- Gallo Matese
- Galluccio
- Giano Vetusto
- Gioia Sannitica
- Grazzanise
- Gricignano di Aversa
- Letino
- Liberi
- Lusciano
- Macerata Campania
- Maddaloni
- Marcianise
- Marzano Appio
- Mignano Monte Lungo
- Mondragone
- Orta di Atella
- Parete
- Pastorano
- Piana di Monte Verna
- Piedimonte Matese
- Pietramelara
- Pietravairano
- Pignataro Maggiore
- Pontelatone
- Portico di Caserta
- Prata Sannita
- Pratella
- Presenzano
- Raviscanina
- Recale
- Riardo
- Rocca d'Evandro
- Roccamonfina
- Roccaromana
- Rocchetta e Croce
- Ruviano
- San Cipriano d'Aversa
- San Felice a Cancello
- San Gregorio Matese
- San Marcellino
- San Marco Evangelista
- San Nicola la Strada
- San Pietro Infine
- San Potito Sannitico
- San Prisco
- San Tammaro
- Sant'Angelo d'Alife
- Sant'Arpino
- Santa Maria Capua Vetere
- Santa Maria a Vico
- Santa Maria la Fossa
- Sessa Aurunca
- Sparanise
- Succivo
- Teano
- Teverola
- Tora e Piccilli
- Trentola-Ducenta
- Vairano Patenora
- Valle Agricola
- Valle di Maddaloni
- Villa Literno
- Villa di Briano
- Vitulazio

41°10′N 14°13′Ø / 41.17°N 14.22°Ø